# Ташмухамедов Атбай
Атбай (Хаїтбай) Ташмухамедов (1892, тепер Узбекистан — ?) — радянський діяч. Член Центральної контрольної комісії РКП(б) у 1924—1925 роках. Член ЦВК Узбецької СРР 1-го скликання. Член ЦВК СРСР 3-го скликання.

## Життєпис
Народився в дехканській (селянській) родині. З 1911 року працював у дехканському господарстві.
У 1918—1920 роках — чорнороб на залізниці в Туркестані.
Два роки навчався в школі ліквідації неграмотності, навчання не закінчив.
Член РКП(б) з 1921 року.
З 1924 року — контролер води Управління водного господарства Туркестану (Узбецької СРР).
Подальша доля невідома.